# کاپرالبا
کاپرالبا (به ایتالیایی: Capralba) یک کومونه در ایتالیا است که در استان کریمونا واقع شده‌است.

## خصوصیات
کاپرالبا ۱۳٫۴ کیلومترمربع مساحت و ۲٬۴۷۹ نفر جمعیت دارد و ۹۳ متر بالاتر از سطح دریا واقع شده‌است.